# JK、社畜を飼う
『JK、社畜を飼う』（ジェイケイ、しゃちくをかう）は、田口ケンジによる日本の漫画。小学館の漫画配信サイトおよびコミックアプリ『サンデーうぇぶり』より配信されるようになり、2019年2月17日から同年の11月10日を最後に配信を終了。後の単行本3巻の番外編で完結した。

## あらすじ
ブラック企業の会社に勤める主人公犬吠埼謙は休み無しのサービス残業の毎日を送る社畜として飼われている。連続出勤の疲れに夜中の時間帯に犬吠埼が路上に寝転がっている中に現れた久留主ニアは彼をラブホテルに運び彼女の胸に抱きついた未成年淫行のワイセツ写真を撮ったのをきっかけに、彼を動物の犬の扱いとして屈辱を与えながら振り回す日常を送る。

## 登場人物

### 主要人物
久留主 ニア（くるす ニア）
本作の主人公。16歳。四鷹高校に通う女子高生。口癖は「あはっ」。グラマーなスタイルで表の顔は優しく接し、犬吠埼に対しては悪女の裏の顔を見せる。犬吠埼との関係は8年前の本編第10話より、自身は小学2年生の時に野生の猫を追いかけて車に轢かれそうになった当時の高校生の彼に助けられ、お礼として公園で遊んでくれるのを引き留めた。しばらくして遊び足りない彼女自身は高校生だった犬吠埼を防犯ブザーを鳴らそうと脅しサディストの性格へと歪み、さらに巡回中の警察官に居合わせた彼を補導されてから疎遠となる。8年経ってから本編第1話より路上に寝転がっていた犬吠埼を台車に運びラブホテルを入り込んでストレスを抱えた彼を励まそうと胸に抱きついた瞬間にスマホの写真を撮ったのを一因で、その写真を題材に彼を動物の犬のように脅し振り回す日常を送る。犬吠埼のピンチになると、自身が持つ生徒手帳に「犬吠埼ニア」の印刷した用紙を本物の身分証明の上に重ねて助け出す。本編第24話で犬吠埼と寧子との関係が明らかになってから、寧子を注視する。本編第37話の7年後では犬防崎と交際を始めるのと同時に同居し、高校の教師になった。
犬吠埼 謙（いぬぼうさき けん）
本作の主人公。24歳。ブラック企業の会社に勤めるサラリーマン。社会人になってからネガティブ思考となり憂鬱とストレスを抱える。本編第1話より仕事のストレスを抱えてコンビニでビールをたくさん買い込んで飲んだのを路上に寝転がっていた最中ニアに台車で運び込まれてラブホテルを入らされて、彼女と同じ部屋で彼女から励まされ胸に抱きついてしまった瞬間にスマホの写真を撮らされ、その写真を世間でバラさないよう彼女の言いなりとなる。ニアの都合のいい時間にメールで「犬くん、カムヒア」と呼びだされて仕事中に会社から抜け出したり、仕事の休みの日でも呼びだされる。本編第10話と第11話において、8年前の小学生だったニアと現在の高校生のニアを同一として認識できなかった。本編第37話の7年後ではニアと交際を始めるのと同時に同居し、彼女から小学生のニアは彼女本人だと教えられ混乱し出した。30歳になってから勤め先の会社で係長に昇進する。ニアは「犬くん」、小学生のニアと銀子は「犬のお兄ちゃん」と呼ばれる。

### 四鷹高校の登場人物
近江 銀子（おうみ ぎんこ）
ニアの友人のクラスメイト。ツインテールの髪型で狼のように食いつく攻撃的の少女。 関西出身で関西弁の口調で話し、中学生の時に引っ越してから一人ぼっちだったのを、ニアからしつこく話かけられて友人関係を結ぶ。初対面だった犬吠埼をニアとの援助交際を疑っていた。それ以来は犬吠埼と仲よくなる。本編第37話の7年後ではスポーツのインストラクターに勤めている。
樋田 李紗（ひだ りさ）
ニアの友人のクラスメイト。ショートヘアで大人っぽく冷静な性格の少女。中学生の時にニアと友人関係を結ぶ。銀子と同様初対面だった犬吠埼をニアとの援助交際を疑っていた。それ以来は犬吠埼と仲よくなるが、犬吠埼とニアの関係について疑問を抱いている。本編第37話では大学在学中に小説家のデビューを果たし、4年後では事務職と兼業している。
八神 寧子（やがみ ねいこ）
ニアのクラスの担任の教師の女性。25歳。天然で間の抜けた性格。犬吠埼とは同じ高校の先輩後輩の関係で同じ図書委員だった。教師になってから図書委員の顧問になっている。本編第37話の7年後では中丸と結婚した。ニアからは「寧子ちゃん」と呼ばれ「先生」とまで言われずにいるのを注意している。

### 犬吠埼の職場の登場人物
中丸（なかまる）
犬吠埼と同じ会社に勤めている同期入社の同僚でイケメン男性。仕事が出来て頼りにしている。本編第12話から犬吠埼が仕事が捗って羨まっている。下の名前は不明。本編第37話の7年後では寧子と結婚した。
部長
犬吠埼が働いている会社の部長。男性で名前は不詳。本編当初は仕事が出来ていない犬吠埼を怒鳴り散らし、彼のストレスの原因となる。本編第12話から犬吠埼が仕事が捗っているのを仕事の業務を増やそうとしている。

## オマケマンガ
各巻の表紙では、本編終了後に犬吠埼とニアの2人（あるいは犬吠埼と寧子）でメールのやり取りをする日常を描く。

## 書誌情報
- 田口ケンジ『JK、社畜を飼う』小学館〈少年サンデーコミックス〉、全3巻
  1. 2019年6月12日発売、ISBN 978-4-09-129269-8
  2. 2019年10月11日発売、ISBN 978-4-09-129472-2
  3. 2019年12月12日発売、ISBN 978-4-09-129541-5